# Elżbieta Hohenzollern (1494–1518)
Elżbieta Hohenzollern (ur. 25 marca 1494 w Ansbach, zm. 31 maja 1518 w Pforzheim) – margrabianka brandenburska, margabina badeńska na Durlach.
Była dwunastym dzieckiem Fryderyka Starszego Hohenzollerna, margrabiego brandenburskiego na Ansbach (później także na Bayreuth) i jego żony Zofii Jagiellonki.
Poślubiła Ernesta, margrabiego badeńskiego na Durlach, syna Krzysztofa I, margrabiego Badenii.
Z małżeństwa Elżbiety i Ernesta pochodzili:
- Albrecht, ur. 1511, zm. 12 grudnia 1542,
- Anna, ur. 1512, zm. po 1579,
- Amalia, ur. 1513, zm. 1594,
- Maria Jakobea, ur. 1514, zm. 1592,
- Maria Kleofa, ur. 1515, zm. 28 kwietnia 1580,
- Elżbieta, ur. 20 maja 1516, zm. 9 maja 1568,
- Bernard, ur. 1517, zm. 20 stycznia 1553.